# Les Basques
Les Basques ist eine regionale Grafschaftsgemeinde (französisch municipalités régionales de comté, MRC) in der kanadischen Provinz Québec.
Sie liegt in der Verwaltungsregion Bas-Saint-Laurent und besteht aus zwölf untergeordneten Verwaltungseinheiten (eine Stadt, fünf Gemeinden, fünf Sprengel und ein gemeindefreies Gebiet). Die MRC wurde am 1. April 1981 gegründet. Der Hauptort ist Trois-Pistoles. Die Einwohnerzahl beträgt 8694 und die Fläche 1.121,82 km², was einer Bevölkerungsdichte von 7,7 Einwohnern je km² entspricht.

## Gliederung
Stadt (ville)
- Trois-Pistoles

Gemeinde (municipalité)
- Notre-Dame-des-Neiges
- Sainte-Rita
- Saint-Guy
- Saint-Jean-de-Dieu
- Saint-Médard

Sprengel (municipalité de paroisse)
- Saint-Clément
- Sainte-Françoise
- Saint-Éloi
- Saint-Mathieu-de-Rioux
- Saint-Simon

Gemeindefreies Gebiet (territoire non organisé)
- Lac-Boisbouscache

## Angrenzende MRC und vergleichbare Gebiete
- Avignon
- Matane
- La Matapédia
- Rimouski-Neigette